# Jonder Martínez
Jonder Martínez (22 de junho de 1978) é um jogador de beisebol cubano.

## Carreira
Jonder Martínez foi campeão olímpico nas Olimpíadas de 2004. Também consquistou medalha de prata nos Jogos Olímpicos de 2008.